# Sabato, domenica e lunedì (film 1990)
Sabato, domenica e lunedì è un film del 1990, diretto da Lina Wertmüller. Il soggetto è tratto dall'omonima commedia di Eduardo De Filippo.

## Trama
Pozzuoli, anni trenta. Il matrimonio tra Peppino e Rosina Priore prosegue, senza scossoni, da circa trent'anni. Vivono in una grande casa con vista mare nel Rione Terra insieme ai figli Rocco e Giulianella (Roberto, il maggiore, è sposato e vive altrove), il nonno don Antonio, zia Amelia detta Memè, vedova ed eccessivamente premurosa nei confronti del figlio Attilio, e Raffaele (fratello di Peppino); hanno come intimi amici il geologo Janniello e la moglie, loro vicini di casa.
Per vendicarsi di un presunto "tradimento" gastronomico del marito (che aveva fatto eccessivi complimenti alla nuora Maria Carolina per come aveva cucinato dei maccheroni alla siciliana), donna Rosa diventa meno amorevole nei suoi confronti. Comincia un periodo di sottili ma fastidiosi tarli sentimentali, alimentati dall'orgoglio di entrambi, che sfoceranno durante il pranzo domenicale: Peppino, in presenza di tutta la famiglia e dei Ianniello, accuserà pubblicamente Rosa d'averlo tradito col geologo, causando un putiferio che, per fortuna, si risolverà il giorno dopo nel migliore dei modi. I Priore ritroveranno la passione di un tempo, i figli il rapporto con i genitori e i Janniello la loro solida amicizia con i vicini.

## Distribuzione
Il film fu pensato inizialmente per la televisione, venendo infatti trasmesso da Canale 5 in due puntate domenica 19 e lunedì 20 novembre 1990; solo successivamente ne fu ricavata una versione cinematografica.

## Accoglienza

### Critica
- Gli attori riescono a trasmettere il turbinio di sentimenti con segni quasi impercettibili, di grande effetto.[1]

## Raffronto con la commedia
Le differenze fondamentali con la commedia originale sono le seguenti:
- La commedia è ambientata negli anni sessanta, il film durante il fascismo.
- La commedia è ambientata a Napoli con precisi riferimenti alla città (Via Calabritto, Corso Umberto I, Via Mezzocannone), il film invece a Pozzuoli.
- Nella commedia Giulianella fallisce un provino come annunciatrice televisiva, nel film (non essendoci ancora all'epoca la televisione) come cantante teatrale.
- Nella pellicola è assente il personaggio dell'erculeo e psicopatico fratello di Virginia la cameriera, a sua volta sostituita dalle tre simpatiche domestiche Martirio, Addolorata e Crocifissa.
- Nella commedia Ianniello è ragioniere, mentre nel film diventa geologo.
- Sempre nella commedia, Ianniello ha una moglie napoletana, mentre nel film è francese.